# Wladimir Petrowitsch Smortschkow
Wladimir Petrowitsch Smortschkow (russisch Владимир Петрович Сморчков; * 25. Januar 1980 in Tjukalinsk) ist ein russischer Gewichtheber. Er wurde 2001 Weltmeister im Schwergewicht.

## Werdegang
Wladimir Smortschkow stammt aus Omsk. In dieser Stadt begann er als Jugendlicher auch mit dem Gewichtheben. Später wechselte er nach St. Petersburg. Sein Trainer war Anatoli Borissowitsch Ljubimow.
Er zählte schon als Junior zur russischen Spitzenklasse. Seine erste internationale Meisterschaft absolvierte er im August 1996. Er wurde dabei in Burgas Junioren-Europameister der Altersgruppe U 17. Seine Leistung betrug in der Gewichtsklasse bis 83 kg 392,5 kg (135–157,5). Auf den 2. Platz verwies er dabei den Polen Szymon Kołecki, der auf 275 kg (122,5–152,5) kam und später ebenfalls ein weltbekannter Athlet werden sollte. In den nächsten Jahren gewann er bei weiteren fünf internationalen Meisterschaften im Nachwuchsbereich Medaillen. Im Jahre 2000 wurde er in Prag Junioren-Weltmeister (U 20) im Schwergewicht und erzielte dabei im Zweikampf 412,5 kg (192,5–220). Wenige Monate später wurde er in Rijeka auch Junioren-Europameister 2000 im Schwergewicht. Dabei erzielte er im Zweikampf 402,5 kg (192,5–210).
Sein erster Einsatz bei einer internationalen Meisterschaft bei den Senioren kam für ihn überraschend. Er musste im April 2001 bei der Europameisterschaft in Trencin kurzfristig für einen ausgefallenen Mannschaftskollegen im Superschwergewicht einspringen. Er kam dabei auf 400 kg (185–215) und belegte den 6. Platz. Sieger wurde Victors Scherbatihs aus Litauen, mit 440 kg (195–245). Im November 2001 wurde Wladimir Smortschkow dann bei der Weltmeisterschaft in Antalya wieder in seiner angestammten Gewichtsklasse, dem Schwergewicht, eingesetzt. Er war dort in sehr guter Form und erzielte im Zweikampf 422,5 kg (198–225). Seine Leistung im Reißen von 198 kg war dabei neuer Weltrekord. Bei diesem spannenden Wettkampf wurde er damit Weltmeister und verwies Bunyami Sudas, Türkei, 420 kg (185–235) und Igor Rasorenow, Ukraine, 417,5 (187,5–230) auf die Plätze.
Bei der Weltmeisterschaft 2002 in Warschau schaffte Wladimir Smortschkow im Zweikampf 417,5 kg (197,5–220). Er hatte dabei mit seiner Leistung im Reißen von 197,5 kg nach dieser Disziplin einen Vorsprung von 7,5 kg auf seinen nächsten Gegner. Im Stoßen kam er aber nur auf 220 kg und hatte mit 227,5 kg zwei Fehlversuchen. So musste er mit ansehen, wie er noch von Denys Hotfrid, Ukraine, der 235 kg stieß und von Alan Zagaew, Bulgarien, der im Stoßen auf 232,5 kg kam, überholt wurde.
Bei der russischen Meisterschaft 2003 erreichte er nur 405 kg 8185-220) und belegte damit hinter Gleb Pisarewski, der auf 407,5 kg kam, den 2. Platz. Er wurde in diesem Jahr aber trotzdem bei beiden internationalen Meisterschaften, der Europameisterschaft in Loutraki/Griechenland und der Weltmeisterschaft in Vancouver eingesetzt. In Loutraki erzielte er 415 kg (195–220) und belegte damit den 3. Platz und in Vancouver kam er auf 417,5 kg (195–222,5) und wurde damit Vize-Weltmeister. Bei beiden Wettkämpfen lag er nach dem Reißen wieder in Führung und wurde im Stoßen noch abgefangen.
Bei der russischen Meisterschaft 2004 war Wladimir Smortschkow auf Grund einer vorhergegangenen Verletzung nicht in Form und konnte sich deshalb nicht im Vorderfeld platzieren. Das war besonders tragisch, denn damit verpasste er auch einen Start bei den Olympischen Spielen in Athen. Die russischen Farben wurden dort im Schwergewicht von Gleb Pisarewski und Dmitri Berestow vertreten. Bei der russischen Meisterschaft 2005 belegte er mit 410 kg (190–220) im Zweikampf nur den 4. Platz. Er wurde aber trotzdem bei der Europameisterschaft in Sofia eingesetzt, war dort in besserer Form und gewann mit 422,5 kg (195–227,5) den Europameistertitel vor Bunyami Sudas, 410 kg und Ramūnas Vyšniauskas, Litauen, 410 kg.
Bei der Europameisterschaft 2006 in Władysławowo/Polen erreichte Wladimir Smortschkow im Zweikampf 417 kg (190–227). Bei der Überprüfung seiner Dopingprobe stellte sich aber heraus, dass er gedopt war. Er wurde daraufhin disqualifiziert und aus der Wertung genommen. Außerdem wurde er vom intern. Gewichtheber-Verband für 2 Jahre gesperrt. Er verpasste damit auch die Olympischen Spiele 2008 in Peking.
Eigentlich überraschend, weil schon 29 Jahre alt, kehrte Wladimir Smortschkow im Jahre 2009 auf die internationale Gewichtheberbühne zurück. Obwohl er in diesem Jahr nicht bei der russischen Meisterschaft am Start war, wurde er bei der Europameisterschaft in Bukarest eingesetzt und holte sich dort im Schwergewicht mit 411 kg (190–221) den zweiten Europameistertitel in seiner Laufbahn. Dabei verwies er Oleksij Torochtij, Ukraine, 405 kg (181–224) und Ramunas Vysniauskas, 405 kg (182–223) auf die nächsten Plätze.
2010 wurde Wladimir Smortschkow mit einer Zweikampfleistung von 419 kg (198–221) russischer Meister. Er war dann auch wieder bei der Europameisterschaft, die in Minsk stattfand, am Start. Er erzielte dort im Zweikampf aber nur 408 kg (193–215), die aber zur EM-Silbermedaille hinter Dmitri Klokow, Russland, 409 kg (185–224) reichten. Im September 2010 bestritt er dann bei der Weltmeisterschaft in Antalya seinen letzten internationalen Wettkampf. Dabei schaffte er 410 kg (190–220), mit denen er hinter Marcin Dolega, Polen, 415 kg (188–227) und Dmitri Klokow, 415 kg (192–223) noch einmal eine WM-Bronzemedaille gewann.

## Internationale Erfolge
| Jahr | Platz | Wettbewerb                         | Gewichtsklasse | Ergebnisse |
| 1996 | 1.    | Junioren-EM (U 17) in Burgas       | bis 83 kg      | mit 292,5 kg (135–157,5), vor Szymon Kolecki, Polen, 275 kg (122,5–152,5)                                                                                      |
| 1998 | 2.    | Junioren-WM (U 20) in Sofia        | Mittelschwer   | mit 370 kg (170–200), hinter Nikolai Stojanow, Bulgarien, 372,5 kg (162,5–210), vor Angel Popow, Bulgarien, 360 kg (160–200)                                   |
| 1998 | 3.    | Junioren-EM (U 20) in Sofia        | Mittelschwer   | mit 375 kg (170–205), hinter Szymon Kolecki, 382,5 kg (165–217,5) und Nikolai Stojanow, 375 kg (167,5–207,5)                                                   |
| 1999 | 3.    | Junioren-WM (U 20) in Savannah/USA | Schwer         | mit 392,5 kg (182,5–210), hinter Angel Popow, 397,5 kg (175–222,5) und Jewgeni Tschigischew, Russland, 397,5 kg (185–212,5)                                    |
| 2000 | 1.    | Junioren-WM (U 20) in Prag         | Schwer         | mit 412,5 kg (192,5–220), vor Alexander Ziamruk, Ukraine, 382,5 kg (175–207,5) und Alex Leschko, Weißrussland, 372,5 kg (167,5–205)                            |
| 2000 | 1.    | Junioren-EM (U 20) in Rijeka       | Schwer         | mit 402,5 kg (192,5–210), vor Florin Vlad, Rumänien, 382,5 kg (170–212,5) und Alex Leschko, 382,5 (175–207,5)                                                  |
| 2001 | 6.    | EM in Trencin                      | Superschwer    | mit 400 kg (185–215); Sieger: Victors Scherbatihs, Lettland, 440 kg (195–245), vor Pawel Najdek, Polen, 420 kg (175–245)                                       |
| 2001 | 1.    | WM in Antalya                      | Schwer         | mit 422,5 kg (198–225), vor Bunyami Sudas, Türkei, 420 kg (185–235) und Igor Rasorenow, Ukraine, 417,5 kg (187,5–230)                                          |
| 2002 | 3.    | WM in Warschau                     | Schwer         | mit 417,5 kg (197,5–220), hinter Denis Gorfrid, Ukraine, 420 kg (185–235) und Alan Zagaew, Bulgarien, 417,5 kg (185–232,5)                                     |
| 2003 | 3.    | EM in Loutraki/Griechenland        | Schwer         | mit 415 kg (195–220), hinter Igor Rasorenow, 425 kg (192,5–232,5) und Alan Zagaew, Bulgarien, 420 kg (185–235)                                                 |
| 2003 | 2.    | WM in Vancouver                    | Schwer         | mit 417,5 kg (195–222,5), hinter Said Saif Asaad (Angel Popow), Qatar, 422,5 kg (195–227,5), vor Bunyami Sudas, 415 kg (185–230)                               |
| 2005 | 1.    | EM in Sofia                        | Schwer         | mit 422,5 kg (195–227,5), vor Bunyami Sudas, 410 kg (182,5–227,5) und Ramunas Vysniauskas, Lettland, 410 kg (182,5–227,5)                                      |
| 2006 | disq. | EM in Władysławowo/Polen           | Schwer         | mit 417 kg (190–227); nach dem Wettkampf des Dopings überführt und disqualifiziert sowie 2 Jahre lang gesperrt; Sieger: Marcin Dolega, Polen, 424 kg (199–225) |
| 2009 | 1.    | EM in Bukarest                     | Schwer         | mit 411 kg (190–221), vor Oleksij Torochtij, Ukraine, 405 kg (181–224) und Ramunas Vysniauskas, 405 kg (182–223)                                               |
| 2010 | 2.    | EM in Minsk                        | Schwer         | mit 408 kg (193–215), hinter Dmitri Klokow, Russland, 409 kg (185–224)                                                                                         |
| 2010 | 3.    | WM in Antalya                      | Schwer         | mit 410 kg (190–220), hinter Marcin Dolega, 415 kg (188–227) und Dmitri Klokow, 415 kg (192–223)                                                               |

## WM- & EM-Einzelmedaillen
- WM-Goldmedaillen: 2001/Reißen – 2002/Reißen – 2003/Reißen
- WM-Silbermedaillen: 2010/Reißen

- EM-Goldmedaillen: 2003/Reißen – 2005/Reißen – 2005/Stoßen – 2009/Reißen – 2010/Reißen
- EM-Bronzemedaillen: 2009/Stoßen

## Russische Meisterschaften
(soweit bekannt)
| Jahr | Platz | Gewichtsklasse | Ergebnisse |
| 2003 | 2.    | Schwer         | mit 405 kg (185–220), hinter Gleb Pisarewski, 407,5 kg (185–222,5), vor Dmitri Lapikow, 402,5 kg (182,5–220)                                    |
| 2005 | 4.    | Schwer         | mit 410 kg (190–220), hinter Dmitri Lapikow, 425 kg (195–230), Dmitri Berestow, 417,5 kg (192,5–225) und Andrei Kisseljow, 412,5 kg (185–227,5) |
| 2010 | 1.    | Schwer         | mit 419 kg (198–221), vor Juri Tegkajew, 410 kg (185–225) und Maksim Scheiko, 408 kg (183–225)                                                  |
| 2011 | 2.    | Schwer         | mit 420 kg (195–225), hinter Dmitri Klokow, 427 kg, vor Dawid Bedschanjan, 415 kg (185–230)                                                     |

Erläuterungen
- alle Wettkämpfe im Zweikampf, bestehend aus Reißen und Stoßen
- WM = Weltmeisterschaft, EM = Europameisterschaft
- Mittelschwergewicht, Gewichtsklasse bis 94 kg, Schwergewicht, bis 105 kg und Superschwergewicht, über 105 kg Körpergewicht